# Robert Burks
Robert Burks (Chino, 4 de julho de 1909 — 11 de maio de 1968) é um diretor de fotografia estadunidense. Venceu o Oscar de melhor fotografia na edição de 1956 por To Catch a Thief.